# Nombre 1024
El nombre 1024 (MXXIV) és el nombre natural que segueix al nombre 1023 i precedeix al nombre 1025.
La seva representació binària és 10000000000, la representació octal 2000 i l'hexadecimal 400.
La seva factorització en nombres primers és 2¹⁰ = 1024.